# Hockey India League 2014
Het tweede seizoen van de Hockey India League (HIL) werd gespeeld van 25 januari tot en met 23 februari 2014. De HIL is een professionele hockeycompetitie georganiseerd door Hockey India en gesanctioneerd door de FIH. Zes franchiseteams boden in een veiling tegen elkaar op om Indiase en buitenlandse hockeyers aan hun selectie toe te mogen voegen. Hierna speelden deze zes teams een maand lang wedstrijden tegen elkaar, eerst in een competitie, vervolgens in een play-off.
Delhi Waveriders won de finale van Punjab Warriors na shoot-outs. Titelverdediger Ranchi Rhinos won de troostfinale van Uttar Pradesh Wizards terwijl Mumbai Magicians en Kalinga Lancers in de reguliere competitie al uitgeschakeld werden.

## Format
Zes teams speelden elk twee wedstrijden tegen de vijf andere teams. Voor een overwinning kreeg een team vijf punten, voor een gelijkspel twee, voor een verlies met één of twee goals verschil één punt en voor een verlies met drie goals of meer verschil nul punten. De top vier speelde play-offs.

## Teams
De vijf teams uit 2013 deden weer mee, Kalinga Lancers was nieuw.
| Team                  | Stadion                       | Capaciteit | Stad                   | Hoofdcoach       | Aanvoerder      | Kleuren     |
| --------------------- | ----------------------------- | ---------- | ---------------------- | ---------------- | --------------- | ----------- |
| Ranchi Rhinos         | Astroturf Hockey Stadium      | 5.000      | Ranchi, Jharkhand      | Gregg Clark      | Moritz Fürste   | Rood-Geel   |
| Uttar Pradesh Wizards | Dhyan Chand Astroturf Stadium | 10.000     | Lucknow, Uttar Pradesh | Roelant Oltmans  | V. R. Raghunath | Blauw-Wit   |
| Delhi Waveriders      | Dhyan Chand National Stadium  | 16.200     | New Delhi, Delhi NCT   | Ajit Pal Singh   | Sardar Singh    | Paars-Groen |
| Mumbai Magicians      | Mahindra Hockey Stadium       | 8.250      | Mumbai, Maharashtra    | Ric Charlesworth |                 | Wit-Rood    |
| Punjab Warriors       | International Hockey Stadium  | 13.648     | Ajitgarh, Punjab       | Barry Dancer     | Jamie Dwyer     | Geel-Blauw  |
| Kalinga Lancers       | Kalinga Stadium               | 6.000      | Bhubaneswar, Odisha    | Terry Walsh      | Prabodh Tirkey  | Oranje      |

## Biedprocedure
De veiling voor de spelers vond plaats op 22 november 2013 in New Delhi. In totaal werden 154 spelers geveild, 95 Indiërs en 59 buitenlanders.
Waar in 2013 nog negen Nederlanders deelnamen waren er dat in 2014 nog maar vier. De meeste Nederlandse internationals kozen voor een minder zwaar programma in aanloop naar het wereldkampioenschap in Den Haag.
Sander Baart en de eigenlijk gestopte Teun de Nooijer kwamen uit voor Uttar Pradesh Wizards, waar Roelant Oltmans coach is. Verder speelde Jaap Stockmann voor Punjab Warriors en Floris Evers voor Ranchi Rhinos.
Jaap Stockmann werd uitgeroepen tot beste speler van de competitie.

## Uitslagen

### Competitie
| Nr. | Team                  | Ges. | Win. | Gel. | Ver. | DV. | DT. | DS. | Pnt. |
| --- | --------------------- | ---- | ---- | ---- | ---- | --- | --- | --- | ---- |
| 1   | Punjab Warriors       | 10   | 7    | 2    | 1    | 34  | 21  | +13 | 40   |
| 2   | Delhi Waveriders      | 10   | 7    | 1    | 2    | 26  | 16  | +10 | 39   |
| 3   | Uttar Pradesh Wizards | 10   | 4    | 2    | 4    | 25  | 23  | +2  | 28   |
| 4   | Ranchi Rhinos         | 10   | 4    | 1    | 5    | 15  | 19  | −4  | 26   |
| 5   | Mumbai Magicians      | 10   | 2    | 1    | 7    | 19  | 29  | −10 | 18   |
| 6   | Kalinga Lancers       | 10   | 2    | 1    | 7    | 23  | 34  | −11 | 17   |

### Play-offs
De play-offs werden op 22 en 23 februari gespeeld in het Astroturf Hockey Stadium in Ranchi.
|  | Halve finale          | Halve finale        |       |                       | Finale              | Finale |
|  |                       |                     |       |                       |                     |        |
|  | 22 februari, Ranchi   |                     |       |                       |                     |        |
|  | Delhi Waveriders      | 1                   |       |                       |                     |        |
|  | Uttar Pradesh Wizards | 0                   |       |                       |                     |        |
|  |                       |                     |       |                       |                     |        |
|  |                       |                     |       |                       | 23 februari, Ranchi |        |
|  |                       |                     |       |                       | Delhi Waveriders    | 3 (3)  |
|  |                       | Punjab Warriors     | 3 (1) |                       |                     |        |
|  |                       |                     |       |                       |                     |        |
|  |                       |                     |       |                       | Derde plaats        |        |
|  | 22 februari, Ranchi   | 22 februari, Ranchi |       | 23 februari, Ranchi   | 23 februari, Ranchi |        |
|  | Punjab Warriors       | 3                   |       | Uttar Pradesh Wizards | 1 (2)               |        |
|  | Ranchi Rhinos         | 2                   |       |                       | Ranchi Rhinos       | 1 (3)  |

2013 · 2014 · 2015 · 2016 · 2017 · 2025